# Franco126

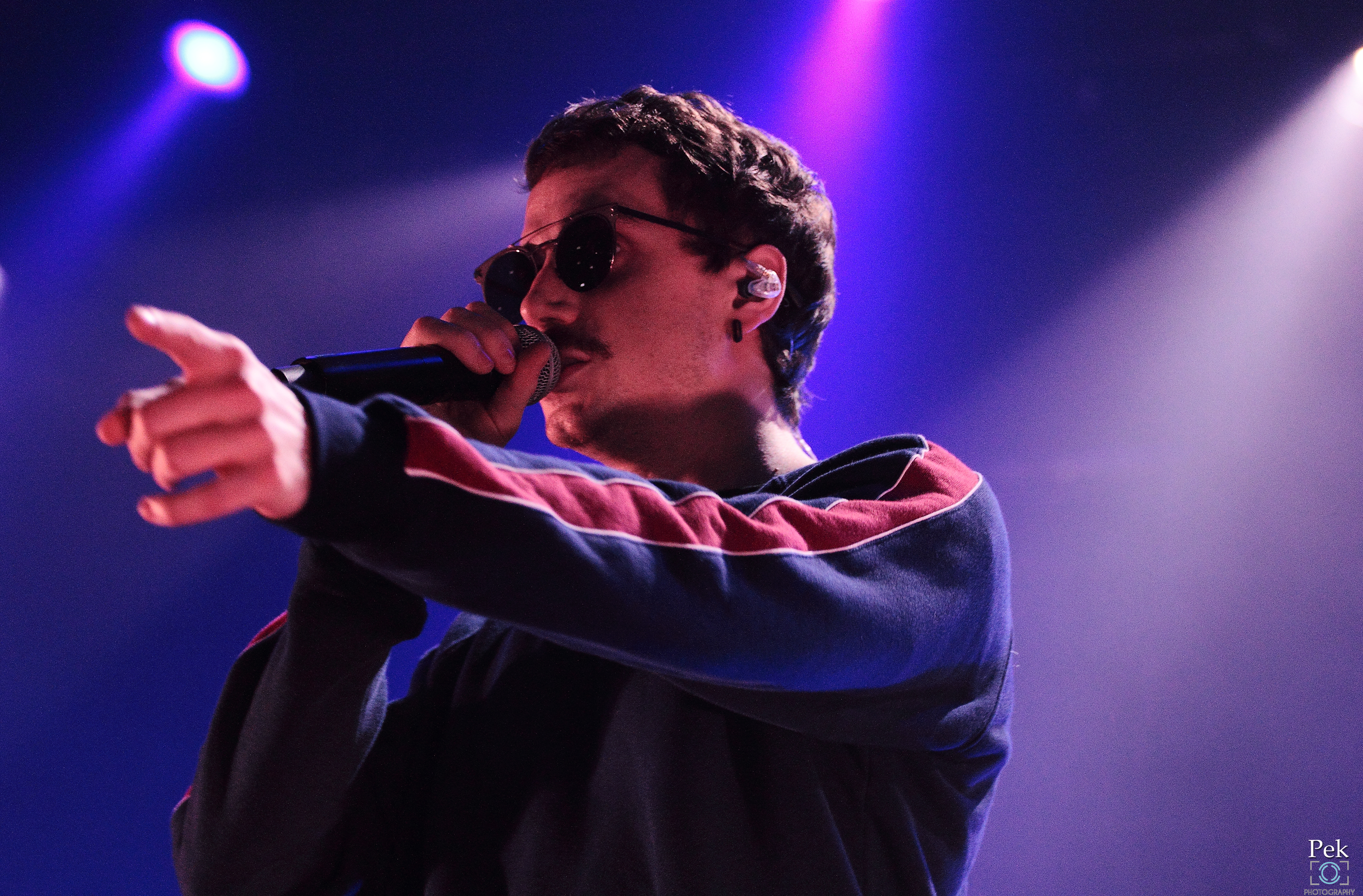
Franco126 (2018)

Franco126 (* 4. Juli 1992 in Rom als Federico Bertollini) ist ein italienischer Rapper und Indie-Musiker.

## Werdegang
Franco126 begann seine Karriere als Teil der Hip-Hop-Crew 126 (CXXVI). Nach 2014 begann er, mit dem Musiker Carl Brave zusammenzuarbeiten. Die beiden planten ein Trap-Album mit dem Arbeitstitel Fase Rem, das jedoch nicht zustande kam. Als Duo unter dem Namen Carl Brave x Franco126 veröffentlichten sie ab 2016 gemeinsame Lieder und 2017 das erste Album Polaroid. Es folgten weitere gemeinsame Veröffentlichungen und Auftritte.
Nachdem Carl Brave bereits 2018 sein erstes Soloalbum veröffentlichte, legte Franco126 Anfang 2019 nach und veröffentlichte sein erstes Soloalbum Stanza singola. 2021 erschien sein zweites Album Multisala, das die Spitze der italienischen Charts erreichte.

## Diskografie

### Alben
| Jahr | Titel Musiklabel                       | Höchstplatzierung, Gesamtwochen, AuszeichnungChartsChartplatzierungen (Jahr, Titel, Musiklabel, Platzierungen, Wochen, Auszeichnungen, Anmerkungen) | Anmerkungen                                                           | [↑]: gemeinsam behandelt mit vorhergehendem Eintrag; [←]: in beiden Charts platziert |
| Jahr | Titel Musiklabel                       | IT | Anmerkungen                                                           |                                                                                      |
| ---- | -------------------------------------- | --- | --------------------------------------------------------------------- | ------------------------------------------------------------------------------------ |
| 2017 | Polaroid Bomba Dischi (UMG)            | IT6 ×3Dreifachplatin · (175 Wo.)IT | Erstveröffentlichung: 5. Mai 2017 Verkäufe: + 150.000; mit Carl Brave |                                                                                      |
| 2018 | Polaroid 2.0 Bomba Dischi (UMG)[IT: ↑] | IT6 ×3Dreifachplatin · (175 Wo.)IT | Erstveröffentlichung: 16. Februar 2018 mit Carl Brave                 |                                                                                      |
| 2019 | Stanza singola Bomba Dischi (UMG)      | IT7 ×2Doppelplatin · (121 Wo.)IT | Erstveröffentlichung: 25. Januar 2019 Verkäufe: + 100.000             |                                                                                      |
| 2021 | Multisala Bomba Dischi (UMG)           | IT1 Gold · (21 Wo.)IT | Erstveröffentlichung: 22. April 2021 Verkäufe: + 25.000               |                                                                                      |
| 2025 | Futuri Possibili Bomba Dischi (UMG)    | IT3 (… Wo.)IT | Erstveröffentlichung: 27. März 2025                                   |                                                                                      |

### Singles
| Jahr | Titel Album                                         | Höchstplatzierung, Gesamtwochen, AuszeichnungChartsChartplatzierungen (Jahr, Titel, Album, Platzierungen, Wochen, Auszeichnungen, Anmerkungen) | Anmerkungen |
| Jahr | Titel Album                                         | IT | Anmerkungen |
| --- | --------------------------------------------------- | --- | --- |
| 2016 | Sempre in due Polaroid                              | IT67 ×3Dreifachplatin · (38 Wo.)IT | Erstveröffentlichung: 10. Oktober 2016 Verkäufe: + 150.000; mit Carl Brave                                        |
| 2017 | Barceloneta Faccio un casino                        | IT66 Platin · (8 Wo.)IT | Erstveröffentlichung: 21. Juli 2017 Verkäufe: + 50.000; mit Carl Brave & Coez                                     |
| 2017 | Argentario Polaroid 2.0                             | IT80 Gold · (1 Wo.)IT | Erstveröffentlichung: 22. November 2017 Verkäufe: + 25.000; mit Carl Brave                                        |
| 2018 | Senza di me QVC8                                    | IT9 ×3Dreifachplatin · (26 Wo.)IT | Erstveröffentlichung: 21. Dezember 2018 Verkäufe: + 300.000; mit Gemitaiz & Venerus                               |
| 2019 | Stanza singola                                      | IT8 ×2Doppelplatin · (20 Wo.)IT | Erstveröffentlichung: 18. Januar 2019 Verkäufe: + 140.000; mit Tommaso Paradiso                                   |
| 2019 | Cos’è l’amore Kety                                  | IT46 Gold · (3 Wo.)IT | Erstveröffentlichung: 20. September 2019 Verkäufe: + 35.000; Don Joe, Ketama126 & Franco126 feat. Franco Califano |
| 2019 | Come mai Il tempo vola 2002-2020                    | IT10 Gold · (8 Wo.)IT | Erstveröffentlichung: 22. November 2019 Verkäufe: + 25.000; mit Fabri Fibra                                       |
| 2020 | Blue Jeans Multisala                                | IT33 Platin · (11 Wo.)IT | Erstveröffentlichung: 14. Dezember 2020 Verkäufe: + 70.000; mit Calcutta                                          |
| 2021 | Nessun perché Multisala                             | IT80 (1 Wo.)IT | Erstveröffentlichung: 15. Februar 2021                                                                            |
| 2021 | Che senso ha Multisala                              | IT56 Gold · (2 Wo.)IT | Erstveröffentlichung: 6. April 2021 Verkäufe: + 35.000                                                            |
| 2023 | Un’altra Storia Materia (Prisma)                    | IT34 Platin · (10 Wo.)IT | Erstveröffentlichung: 22. September 2023 Verkäufe: + 100.000; Marco Mengoni feat. Franco126                       |
| Folgende Lieder erschienen nicht als Single, wurden aber durch das Album zum Download und Streaming bereitgestellt und konnten somit eine Platzierung erlangen: |                                                     | | |
| |                                                     | | |
| 2018 | Borotalco Enemy                                     | IT11 Gold · (2 Wo.)IT | Verkäufe: + 25.000; Noyz Narcos feat. Carl Brave x Franco126                                                      |
| 2018 | La cuenta Notti brave                               | IT43 (1 Wo.)IT | Carl Brave feat. Franco126 & Federica Abbate                                                                      |
| 2019 | Brioschi Stanza singola                             | IT46 Platin · (1 Wo.)IT | Verkäufe: + 50.000                                                                                                |
| 2019 | Ieri l’altro Stanza singola                         | IT82 Platin · (1 Wo.)IT | Verkäufe: + 70.000                                                                                                |
| 2019 | San Siro Stanza singola                             | IT90 Gold · (1 Wo.)IT | Verkäufe: + 35.000                                                                                                |
| 2019 | Fa lo stesso Stanza singola                         | IT96 (1 Wo.)IT | |
| 2019 | Nuvole di drago Stanza singola                      | IT99 Gold · (1 Wo.)IT | Verkäufe: + 35.000                                                                                                |
| 2019 | Stay Away Mattoni                                   | IT5 Platin · (7 Wo.)IT | Verkäufe: + 70.000; Night Skinny feat. Ketama126, Side Baby & Franco126                                           |
| 2020 | Mi sento vivo Nati diversi                          | IT28 (1 Wo.)IT | mit Gianni Bismark                                                                                                |
| 2021 | Buonanotte OBE                                      | IT4 Platin · (4 Wo.)IT | Verkäufe: + 100.000; Mace, Noyz Narcos, Franco126 feat. Side Baby                                                 |
| 2021 | Miopia Multisala                                    | IT59 (1 Wo.)IT | |
| 2021 | Chicchi di riso Banzai                              | IT93 Platin · (1 Wo.)IT | Verkäufe: + 100.000; mit Frah Quintale                                                                            |
| 2021 | Fredda, triste, pericolosa Guesus                   | IT24 (1 Wo.)IT | Guè feat. Franco126                                                                                               |
| 2022 | Falena X2                                           | IT3 Platin · (5 Wo.)IT | Verkäufe: + 100.000; Sick Luke feat. Franco126, Coez & Ketama126                                                  |
| 2022 | Volante 4 Virus                                     | IT16 (2 Wo.)IT | Noyz Narcos feat. Ketama126 & Franco126                                                                           |
| 2022 | Blister Virus                                       | IT39 (1 Wo.)IT | Noyz Narcos feat. Franco126                                                                                       |
| 2022 | Mezzanotte in Punto Botox                           | IT26 (2 Wo.)IT | Night Skinny feat. Bresh, Franco126 & Ketama126                                                                   |
| 2022 | Colpevole QVC 10 – Quello che vi consiglio, Vol. 10 | IT53 (1 Wo.)IT | Gemitaiz feat. Franco126 & Lil Kvneki                                                                             |
| 2024 | Tutto fuori controllo Maya                          | IT15 Gold · (5 Wo.)IT | Verkäufe: + 50.000; Mace feat. Kid Yugi, Izi & Franco126                                                          |
| 2025 | Nottetempo Futuri Possibili                         | IT49 (8 Wo.)IT | feat. Giorgio Poi                                                                                                 |
| 2025 | Bella mossa Futuri Possibili                        | IT62 (2 Wo.)IT | feat. Coez |
| 2025 | Futuri Possibili                                    | IT84 (1 Wo.)IT | |
| 2025 | Due estranei Futuri Possibili                       | IT99 (1 Wo.)IT | feat. Fulminacci                                                                                                  |

Weitere Singles
- 2017: Interrail (Frenetik&Orang3 feat. Carl Brave x Franco126, IT: Gold, Verkäufe: + 25.000)

## Auszeichnungen für Musikverkäufe
| Goldene Schallplatte - Italien - 2018: für das Lied Alla tua - 2018: für das Lied Lucky Strike - 2018: für das Lied Enjoy - 2019: für das Lied Per favore - 2019: für das Lied Frigobar - 2021: für das Lied Università | Platin-Schallplatte - Italien - 2018: für das Lied Noccioline - 2018: für das Lied Pellaria - 2018: für das Lied Solo guai - 2019: für das Lied Tararì tararà |

Anmerkung: Auszeichnungen in Ländern aus den Charttabellen bzw. Chartboxen sind in ebendiesen zu finden.
| Land/RegionAuszeichnungen für Musikverkäufe (Land/Region, Auszeichnungen, Verkäufe, Quellen) | Gold       | Platin       | Verkäufe  | Quellen |
| -------------------------------------------------------------------------------------------- | ---------- | ------------ | --------- | ------- |
| Italien (FIMI)                                                                               | 16× Gold16 | 26× Platin26 | 2.215.000 | fimi.it |
| Insgesamt                                                                                    | 16× Gold16 | 26× Platin26 |           |         |

## Belege
1. ↑  Alben von Franco126. In: Italiancharts.com. Hung Medien, abgerufen am 3. Mai 2021.
2. ↑  Archivio classifiche Top Singoli. FIMI, abgerufen am 14. April 2025 (italienisch).

| Personendaten    | Personendaten                          |
| ---------------- | -------------------------------------- |
| NAME             | Franco126                              |
| ALTERNATIVNAMEN  | Bertollini, Federico (Geburtsname)     |
| KURZBESCHREIBUNG | italienischer Rapper und Indie-Musiker |
| GEBURTSDATUM     | 4. Juli 1992                           |
| GEBURTSORT       | Rom                                    |